# Skyflash
Die Skyflash war eine Luft-Luft-Rakete aus den 1980er-Jahren, die von British Aerospace für die Royal Air Force entwickelt wurde.
Die Skyflash war allwetterfähig und konnte gegen schnelle Tiefflieger eingesetzt werden. Sie wurde aus der US-amerikanischen AIM-7C entwickelt, war aber weniger störanfällig sowie schneller und hatte eine größere Reichweite. Die Skyflash wurde durch die AIM-120 AMRAAM ersetzt.

## Trägerflugzeuge
- F-4J/K/M Phantom
- JA 37 Viggen
- Tornado F.3

## Verbreitung
- Italien
- Saudi-Arabien
- Schweden
- Vereinigtes Königreich